# Malta (Vila do Conde)
Malta é uma povoação portuguesa do Município de Vila do Conde que foi sede da extinta Freguesia de Malta, freguesia que tinha 2,13 km² de área (2012), 1 385 habitantes (2011) e, por isso, uma densidade populacional de 650,2 hab/km².  
A Freguesia de Malta foi extinta (agregada) em 2013, no âmbito de uma reforma administrativa nacional, tendo sido agregada à Freguesia de Canidelo para formar uma nova freguesia denominada União das Freguesias de Malta e Canidelo..
Malta foi uma antiga comenda da Baliagem de Leça, da Ordem do Hospital de S. João de Jerusalém, de Rodes e de Malta, ou, simplesmente, da Ordem de Malta, como é hoje mais conhecida. Razão pela qual o brasão autárquico ostenta a cruz da Ordem de Malta em chefe.  

## População
| População da freguesia de Malta | População da freguesia de Malta | População da freguesia de Malta | População da freguesia de Malta | População da freguesia de Malta | População da freguesia de Malta | População da freguesia de Malta | População da freguesia de Malta | População da freguesia de Malta | População da freguesia de Malta | População da freguesia de Malta | População da freguesia de Malta | População da freguesia de Malta | População da freguesia de Malta | População da freguesia de Malta |
| ------------------------------- | ------------------------------- | ------------------------------- | ------------------------------- | ------------------------------- | ------------------------------- | ------------------------------- | ------------------------------- | ------------------------------- | ------------------------------- | ------------------------------- | ------------------------------- | ------------------------------- | ------------------------------- | ------------------------------- |
| 1864                            | 1878                            | 1890                            | 1900                            | 1911                            | 1920                            | 1930                            | 1940                            | 1950                            | 1960                            | 1970                            | 1981                            | 1991                            | 2001                            | 2011                            |
| 517                             | 538                             | 610                             | 647                             | 672                             | 711                             | 700                             | 688                             | 790                             | 804                             | 794                             | 999                             | 1 061                           | 1 206                           | 1 385                           |

| Distribuição da População por Grupos Etários | Distribuição da População por Grupos Etários | Distribuição da População por Grupos Etários | Distribuição da População por Grupos Etários | Distribuição da População por Grupos Etários | Distribuição da População por Grupos Etários | Distribuição da População por Grupos Etários | Distribuição da População por Grupos Etários | Distribuição da População por Grupos Etários | Distribuição da População por Grupos Etários |
| -------------------------------------------- | -------------------------------------------- | -------------------------------------------- | -------------------------------------------- | -------------------------------------------- | -------------------------------------------- | -------------------------------------------- | -------------------------------------------- | -------------------------------------------- | -------------------------------------------- |
| Ano                                          | 0-14 Anos                                    | 15-24 Anos                                   | 25-64 Anos                                   | > 65 Anos                                    |                                              | 0-14 Anos                                    | 15-24 Anos                                   | 25-64 Anos                                   | > 65 Anos                                    |
| 2001                                         | 209                                          | 197                                          | 674                                          | 126                                          |                                              | 17,3%                                        | 16,3%                                        | 55,9%                                        | 10,4%                                        |
| 2011                                         | 215                                          | 160                                          | 831                                          | 179                                          |                                              | 15,5%                                        | 11,6%                                        | 60,0%                                        | 12,9%                                        |

Média do País no censo de 2001:  0/14 Anos-16,0%; 15/24 Anos-14,3%; 25/64 Anos-53,4%; 65 e mais Anos-16,4%
Média do País no censo de 2011:   0/14 Anos-14,9%; 15/24 Anos-10,9%; 25/64 Anos-55,2%; 65 e mais Anos-19,0%

## História
Esta Freguesia, anteriormente denominada de Santa Cristina de Malta nem sempre teve este nome. Só a partir de 1683 é que se consumou tal designação, pois que, no catálogo dos Bispos do Porto de 1623, ainda se lê o seu antiquíssimo topónimo – Santa Cristina de Cornes.
O documento mais antigo que se conhece data do ano de 1097 e é um título de bens imóveis sitos na Vila Cornias;
Este nome nunca agradou aos habitantes desta terra, ainda que se saiba derivar, por certo, do latim Cornus, que era uma pequena árvore frutífera.
Por a palavra se prestar a equívocos, o abade Frei Manuel da Costa, que paroquiou a freguesia entre 1683 e 1710, foi o primeiro a usar o seu actual nome precedido do Orago da Freguesia – Santa Cristina de Malta – aproveitando o facto de ser abadia da Ordem de Malta;
A casa que terá sido pertença da abadia da Ordem de Malta, situada na actualmente denominada “Rua dos Cavaleiros da Ordem de Malta” poderá ser, através dalguns pedestais e seu torreão já em degradação (mas não do resto da casa que indicia construção do Sec. XVIII), o mais antigo testemunho urbano ainda de pé, desta freguesia que se chamou Santa Cristina de Cornes. Desconhece-se porém a data de edificação.
Já, sob edificação datada, os monumentos mais antigos são: a Igreja, do tempo “Filipe III”: concluído em 1637; a Capela de Santa Apolónia, concluída em 1699; e o Senhor das Cruzes, cuja data de edificação por razões que adiante se explicam é de 1714.
Algo da História mais recente desta freguesia também se lê no cemitério: Aí temos doze ricos mausoléus de granito (11), de mármore (1), trabalhados em vários estilos do século XIX, ali mandados edificar maioritariamente por famílias de emigrados no Brasil. Traduzem o apogeu duma época em que fluentemente se transferiram fortunas ganhas em Terras de Vera Cruz. Em dois dos citados mausoléus há três bustos de seus edificadores. E, foi assim, que na mesma época se edificaram algumas das grandes casas senhoriais que hoje também contribuem para caracterizar esta freguesia.
A Via Sacra do Senhor das Cruzes: - constitui-se por catorze cruzes em pedra, dispostas ao longo das Ruas: da Igreja, do Souto do Gago, e acabando na do Senhor das Cruzes. Aquela, antigamente, tinha o seu começo numa cruz junto ao portão do cemitério (lado sul), e a partir daí sucessivamente todas as outras até ao termo do seu percurso em espaço próprio consagrado ao Senhor das Cruzes. Aqui, este propriamente dito, configura-se com quatro que do lado Sul precedem o Calvário, e por fim mais uma do lado Norte deste. Aí, adentro desta extensão do Senhor das Cruzes, existe vedado o dito Calvário, que dispõe duma galilé, cuja abriga as três cruzes simbolicamente mais importantes: a de Cristo, a do Bom Ladrão (Dimas) e a do que se não arrependeu (Gestas).
Este lugar do Senhor das Cruzes chamava-se Outeiro. Este topónimo designava cemitério ou necrópole,. Assim, a via sacra de hoje, não é uma casualidade histórica ratificada pela data inscrita na cruz principal em consequência da sua “fundação” urbanística de 1714 que beneficiou dum restauro em 1879, mas é sim uma consolidação de continuidade cristã, originária dum anterior culto aos mortos, prestado pelos antigos cristãos aos seus antepassados pagãos. Nestes Outeiros, os nossos antepassados depositavam, em vasos de barro acompanhados de várias ofertas, as cinzas dos seus mortos depois da cremação e mantinham naturalmente o costume de continuarem a venerar seus antepassados; e faziam-no através de procissões. Esta prática veio a ser proibida pelo Concílio Provincial Bracarense; e essa proibição foi recolhida nas Constituições da diocese do Porto no seguinte preceito: “Conformando-nos com a disposição do Concílio Provincial Bracarense, estreitamente proibimos que, com as procissões vão a outeiros ou penedos, mas de hua Igreja ou Ermida onde se selebrão os offícios Divinos a outra” (Constituições Synodaes do Bispado do Porto, Coimbra, 1735, pg 249-250). Aliás, disposição semelhante, embora mais contemporizadora, encontra-se nas Constituições da diocese de Viseu: “Por ser abuso grande irem as procissões a outeiros ou penedos, como em alguas partes se faz, defendemos que daqui em diante, nenhuma procissão va senão a Igreja ou Ermida & nam a outro lugar, como sam outeiros ou penedos, por nelles estar algua Cruz somente, salvo se a dita procissam ouver de tornar em ordem pera a Igreja, dode saio” (Constituições Sinodaes do Bispado de Viseu, Coimbra, 1617, pg. 238);
Casos houve, como em Monriz-Paredes, em que o topónimo “Outeiro” acabou por ser substituído pelo da “CRUZ” – a cruz do outeiro;
Em vários locais, que conservaram o nome de “Outeiro”, como em Real – Amarante ou Novelas – Penafiel, já se recolheram, em escavações ocasionais, muitas peças de olaria;
A existência da aludida proibição não implicava necessariamente o fim das procissões em relação aos outeiros, como o não implicou também em relação aos penedos, uma vez que, em meados do século XX, ainda se faziam procissões ao penedo conhecido por “PIA”(que deu o nome à serra onde está, nos limites da freguesia de Campo – Valongo), para conseguirem obter a graça da chuva que teimava em não cair do céu sobre as terras...
Pertenceu ao antigo concelho da Maia e passou para o (atual município) de Vila do Conde pelo decreto de 24 de Outubro de 1855. 

## Monumentos e Locais de Interesse
- Igreja de Santa Cristina – 1637
- Capela de Santa Apolónia – 1699
- Casa da Abadia da Ordem de Malta (século XVI?)
- Calvário do Senhor das Cruzes – 1714

## Colectividades

### Associações
- Futebol Clube de Malta (fundado em 1934)
- Centro de Juventude de Malta (fundado em 1983)
- SANCRIS – Associação de Solidariedade Social de Santa Cristina de Malta (fundada em 2005)

### Grupos Culturais (equiparados a associações)
- Conjunto Luz e Vida (fundado em 1960)
- Conjunto Santa Cristina (fundado em 2004)
- Agrupamento Cultural de Malta (iniciado em 2003)

## Lugares de interesse
A Freguesia de Malta, para além dos monumentos já citados, tem ainda dois legados históricos da maior importância que a caracterizam e que traduzem a ampla visão dos seus autores, nossos antepassados:
O hoje denominado Largo de Santa Apolónia, antigamente “Largo da Feira” ou “Souto de Santa Apolónia” como ainda é conhecido, constituiu-se por um grande largo triangular (o maior das 30 freguesias do concelho onde no seu topo Norte se situa a Capela de Santa Apolónia) cheio de árvores de grande porte, onde quinzenalmente se fazia às Segundas-Feiras e antes da sua proibição legal, a “feira dos porcos” bem como doutros artefactos; e ainda uma vez por ano, a “FEIRA DA PÁSCOA” (também feira dos namorados) e no segundo domingo de Agosto, a “FEIRA DAS SEMENTES”, muito concorrida por feirantes destas espécies e outros negociantes, tanto de cá como de várias partes do País, nomeadamente do Alentejo.
Em 19 de Agosto de 1895, António Pereira Ramos de Almeida, nascido nesta Freguesia em 29 de Maio de 1828 e falecido em 18 de Fevereiro de 1900, emigrante editor livreiro em Recife – Brasil, fez testamento a favor da “Paróquia de Malta” (#) (hoje Freguesia de Malta), tendo-lhe doado bens importantes tais como: a casa senhorial que desempenha hoje a Sede da Junta de Freguesia; leiras no Largo de Santa Apolónia onde se insere a Avenida de seu nome e os parques infantis, mais um conjunto de casas de renda, cujos rendimentos pretensamente destinados a conservar os bens urbanos onde se inclui a escola primária (em Berrossos que seria feminina, hoje Jardim de Infância) que também doou; e mais um conjunto de bens rústicos, sobre um dos quais se edificou a casa do pároco da Freguesia, sobre outro a actual Escola EB1, bem como o actual Salão Multiusos (derivado do aproveitamento das duas salas da extinta telescola) e, por fim, sobre outro, fez-se uma divisão de três lotes: em cada um dos quais edificou-se o seguinte: no primeiro a Norte duas pequenas casas de renda; no do lado Sul fez-se o ringue polivalente hoje sede do Centro de Juventude de Malta, e no do centro edificou-se a Extensão de Saúde de Malta, pertença do Ministério da Saúde – A R S N (e que serve cinco freguesias em redor).
Foi a partir do Setembrismo, cujo legou um impar lugar na História a Manuel da Silva Passos (conhecido por Passos Manuel), que através da importantíssima Lei de 25 de Abril de 1835, nasceram em simultâneo para a Administração Pública tanto os DISTRITOS como as FREGUESIAS. Sem que a confusão ainda por largo tempo viesse a interferir, provocada com a Igreja na sua legitimidade moral e inegável enraizamento, porque desde os primórdios, agiu com óbvio e insubstituível desempenho na agregação e zelo dos núcleos paroquiais assim fautores da História da maior parte das Freguesias, acabou-se por confluir ao actual estado destas. E, de tal sorte, é este núcleo o protótipo desse inestimável desempenho para a actual existência da FREGUESIA DE MALTA.
Esta antiga freguesia pertence ao Concelho de Vila do Conde, distrito do Porto, pelo Decreto de 24 de Outubro de 1855 e dista da Sede de Concelho cerca de 10 km.
Deve obediência eclesiástica à diocese do Porto.